# Agustín Pío de Elía
Agustín Pío de Elía (Buenos Aires, 15 de abril de 1767 - 3 de junio de 1815) fue un abogado, militar y político argentino, que actuó en las Invasiones Inglesas y formó parte de la Asamblea General Constituyente entre 1814 y 1815.
Su padre fue un militar originario de Navarra, Juan Ignacio de Elía, y su madre, Bárbara García de Zúñiga (hija de Alonso García de Zúñiga). Su familia materna poseía grandes extensiones de tierras en Buenos Aires, Entre Ríos y Uruguay. 
Estudió en su ciudad natal, en el Colegio de Monserrat de Córdoba y en la Universidad de Chuquisaca, donde se doctoró en leyes y posteriormente en derecho canónico. Residió algún tiempo en la estancia Caroya, que había sido de los jesuitas, en la provincia de Córdoba.
Se inscribió en la matrícula de abogados ante la Real Audiencia de Buenos Aires en el año 1794, y ejerció su profesión alternándola con la función pública de Secretario General del Virreinato.
En 1806, cuando se produjo la primera de las Invasiones Inglesas a Buenos Aires, su padre fue uno de los que atinaron a intentar una defensa, y Agustín tomó las armas como oficial en las escaramuzas que no pudieron impedir la captura de la capital. Participó a órdenes de su padre en la Reconquista y se enroló en el Regimiento de Patricios a fines de ese año, con el grado de capitán. Combatió también contra la segunda invasión inglesa a Buenos Aires en 1807.
Participó en el cabildo abierto del 22 de mayo de 1810, apoyando la moción de Cornelio Saavedra de reemplazar al virrey por una junta de gobierno. Hizo algunas donaciones para la causa independentista, y en 1811 fue nombrado fiscal en los fueros civil y criminal. Ocupó también los cargos de presidente del Tribunal de la Concordia y asesor de gobierno.
En 1814 fue nombrado auditor general de Guerra de las Provincias Unidas del Río de la Plata, cargo que no parece haber ejercido nunca, ya que fue nombrado diputado de la Asamblea del Año XIII por la propia Asamblea como "representante" de Córdoba. Se incorporó a la Asamblea en enero de 1814 y se mostró como un firme partidario de la facción dirigida por Carlos María de Alvear.
Enfermó a principios de 1815, por lo que a la caída de Alvear no fue molestado. Falleció en Buenos Aires el 3 de junio de 1815. Estaba casado con su prima María Genara Warnes, con quien tuvo siete hijos.